# Сергеев, Владислав Сергеевич
Владислав Сергеевич Сергеев (род. 16 ноября 1993, Пермь) — российский самбист, серебряный призёр первенства России по дзюдо среди юношей 2007 года, бронзовый призёр чемпионата России по пляжному самбо, чемпион мира по пляжному самбо 2021 года (Ларнака, Кипр), мастер спорта России (2014). Выступает в 1-й лёгкой весовой категории (до 58 кг).
Колледж олимпийского резерва Пермского края (2014)[что?].
Пермский государственный гуманитарно-педагогический университет (2018)[что?].

## Спортивные результаты
- Первенство России по дзюдо среди юношей 2007 года — ;
- Чемпионат России по пляжному самбо 2021 года — ;
- Чемпионат мира по пляжному самбо 2021 года — ;